# Boyce (Virgínia)
Boyce és una població dels Estats Units a l'estat de Virgínia. Segons el cens del 2000 tenia 426 habitants.

## Demografia
Segons el cens del 2000, Boyce tenia 426 habitants, 159 habitatges, i 114 famílies. La densitat de població era de 456,9 habitants per km².
Dels 159 habitatges en un 27% hi vivien nens de menys de 18 anys, en un 57,2% hi vivien parelles casades, en un 11,3% dones solteres, i en un 28,3% no eren unitats familiars. En el 25,2% dels habitatges hi vivien persones soles el 10,1% de les quals corresponia a persones de 65 anys o més que vivien soles. El nombre mitjà de persones vivint en cada habitatge era de 2,68 i el nombre mitjà de persones que vivien en cada família era de 3,19.
Per edats la població es repartia de la següent manera: un 25,8% tenia menys de 18 anys, un 5,2% entre 18 i 24, un 31,5% entre 25 i 44, un 24,4% de 45 a 60 i un 13,1% 65 anys o més.
L'edat mediana era de 37 anys. Per cada 100 dones de 18 o més anys hi havia 98,7 homes.
La renda mediana per habitatge era de 48.333 $ i la renda mediana per família de 52.000 $. Els homes tenien una renda mediana de 35.179 $ mentre que les dones 21.354 $. La renda per capita de la població era de 17.041 $. Entorn del 6,5% de les famílies i el 8,9% de la població estaven per davall del llindar de pobresa.

## Poblacions més properes
El següent diagrama mostra les poblacions més properes.